# 小春原日和的育成日記
《小春原日和的育成日記》（小春原日和の育成日記）是五十嵐雄策撰寫，西又葵繪製插畫的日本輕小說作品，電擊文庫於2009年10月出版發行。中文版由台灣角川代理。

## 故事簡介
存在感稀薄的普通少女小春原日和，突然異想天開，決定參加貴族女校「私立姬乃宮女學院」的入學考試。日和拜託住在同公寓的晴崎佑介教她如何成為千金小姐，因而開始了與公寓住戶們一起努力的奮鬥生活……

## 登場人物
晴崎佑介
本作主角。15歲的高中生。
擅長家事，很會照顧別人，有個叔母。本作以佑介的第一人稱進行。
小春原日和
本作女主角。14歲的國中生。
存在感薄弱，身邊總是張開著AJ力場。基本能力不錯，但成績普普通通。綽號是「小雛（ピヨ）」。
擅長演奏特雷門。對禮儀作法也相當了解。
愛慕佑介，稱他為「大哥哥（おにーちゃん）」。興趣和老太太差不多（盆栽也是興趣之一）。
在參加完「舞姬們的夜晚」獲得優勝之後，擁有「佳良的紫金蒲公英公主」的稱號。

### 櫻乃日和莊住戶
美崎音色
23歲，重考第五次中，目標就讀音樂大學。音樂技術天才，但因為種種原因一直考不上大學。教日和演奏特雷門。
霧嶺桃子
17歲的尼特族腐女。老家家境很好，本人對文化、禮儀的知識相當豐富。常用狠毒的話罵主角。教日和用餐禮節的人。
嚴島又三郎
45歲的攝影師，雖然沒跟數位相機潮流，但攝影技術高超。說話的語氣聽起來很老氣。
喜歡拍Cosplay的相片，從鏡頭中窺視時講話的語氣會改變。

### 私立姬乃宮女學院關係者
鹿王院唯香
國中3年級，學生會書記兼飼育委員。在姬乃宮女學院開放參觀時和日和與佑介結識。擁有「光彩的白金紫苑公主」的稱號。
《乃木坂春香的秘密》中也有鹿王院家存在。
鷹匠光琉
高中1年級，姬乃宮女學院統括學生「姬薔薇會」的會長，鷹匠集團的獨生女。從國小開始成績就是全校第一，才色兼備的大小姐，擁有「至高無上的黃金薔薇公主」的稱號。用姬乃宮的校風「現代公主」嚴格的要求自己。入學試驗前遇見日和時還不認同她，但在擔任姬乃宮女學院入學考試最終考試「會面」時感受到日和強烈的決心，而對她刮目相看。
雜司谷
被稱為「沉默樂聖」的巨匠。入學考試音樂項目的考試委員之一。

## 設定
櫻乃日和莊
佑介等人的住處，建築年齡超過70年的木造公寓。共用浴室、廚房、洗衣場，大約有10間3坪房間。
私立姬乃宮女學院
和聖樹館女學院、雙葉女學院並稱三大千金小姐學校。是連幼稚園小女生都知道的超級名校。
高中部學生約有200人左右，偏差值在78上下。基本上是從幼稚園開始的一貫教育，高中部轉入的學生約有4到5名，每年都有300人會來搶只有少數幾名的獎學金名額。
想要入學，不只成績要好，也要符合學校宗旨「培養現代公主般的千金小姐」，相當重視素質、品格、與日常升學的行為。
公主櫻花
姬乃宮校地內的大樹。日和把祖母遺留給她的佛珠埋在這棵樹下。

## 名詞解釋
AJ力場
「Absolute Jimi Field」的縮寫，佑介自創名詞，意指日和的外表、舉動所展現出的普通性格。解除方式是日和要信賴對方，並直視對方的眼睛。

## 出版書籍

### 日文版
- （2009年10月10日初版發行，ISBN 978-4-04-868075-2）
- （2010年9月10日初版發行、ISBN 978-4-04-868833-8）
- （2011年4月10日初版發行、ISBN 978-4-04-870419-9）
- （2011年10月10日初版發行、ISBN 978-4-04-870964-4）
- （2012年9月10日初版發行、ISBN 978-4-04-886892-1）

### 中文版
- 小春原日和的育成日記1（2010年3月27日初版發行，ISBN 9789862375921）
- 小春原日和的育成日記2（2011年5月14日初版發行，ISBN 9789862870587）
- 小春原日和的育成日記3（2011年9月30日初版發行，ISBN 9789862873410）
- 小春原日和的育成日記4（2012年3月16日初版發行，ISBN 9789862876138）
- 小春原日和的育成日記5（2013年5月10日初版發行，ISBN 9789863253631）

## 外部連結
- 電撃文庫（日語）